# ريتشارد غوردون (مصور)
ريتشارد غوردون (بالإنجليزية: Richard Gordon)‏ هو مصور أمريكي، ولد في 6 يونيو 1945 في شيكاغو في الولايات المتحدة، وتوفي في 6 أكتوبر 2012 في بيركيلي في الولايات المتحدة بسبب سرطان.